# Mascha Feoktistova
Mascha Feoktistova (Moskou, 11 oktober 1986) is een Nederlandse youtuber, auteur en ondernemer van Russische afkomst.

## Jeugd en opleiding
Op vierjarige leeftijd kwam Feoktistova met haar Russische ouders vanuit Moskou naar Nederland. Ze volgde een opleiding Sociaal Pedagogisch Werk (SPW), gevolgd door een mbo-opleiding tot onderwijsassistent en een hbo-opleiding Sociale Pedagogische Hulpverlening (SPH).

## Werkzaamheden
In 2007 startte Feoktistova de website Beautygloss, een blog over make-up en schoonheidsproducten. Het blog groeide binnen enkele jaren uit tot een van de bestbezochte beautyweblogs van Nederland, met rond 2014 naar schatting 650.000 unieke bezoekers per maand. In 2009 maakte ze van het weblog een eigen bedrijf, waar ze vanaf 2010 gedurende drie jaar een webshop aan toevoegde. In 2014 kwamen er op haar YouTube-kanaal naast beautyvideos tijdelijk ook vlogs online. Eind 2014/begin 2015 begon ze een nieuw YouTube-kanaal voor vlogs, genaamd Vloggloss. Op 3 november 2016 liet ze op haar blog weten dat ze stopte met bloggen en ze zich volledig ging richten op YouTube.
In november 2018 was Feoktistova een van de kandidaten die deelnam aan het RTL 5-programma Boxing Stars, ze verloor de wedstrijd tegen Billy Bakker.
Feoktistova bracht een wimperlijn uit in samenwerking met Eylure en een shampoo/conditionerlijn in samenwerking met Andrélon. Ook bracht ze meerdere planners uit.

## Erkenning en personalia
In 2011 won Feoktistova de Viva400 Award in de categorie "zakelijk", een jaarlijkse prijs van het tijdschrift Viva. In 2013 won Feoktistova met haar website de Holland Beauty Award in de categorie "beste blogger". In 2015 en 2016 won ze een VEED Award voor Beste Beauty YouTuber.

### Bestseller 60
| Boeken met noteringen in de Nederlandse Bestseller 60 | Jaar van verschijnen | Datum van binnenkomst | Hoogste positie | Aantal weken | Opmerkingen                      |
| ----------------------------------------------------- | -------------------- | --------------------- | --------------- | ------------ | -------------------------------- |
| Happy Life                                            | 2014                 | 14-05-2014            | 5               | 14           |                                  |
| Happy Love Life                                       | 2016                 | 16-11-2016            | 7               | 4            |                                  |
| Je doet het toch wel grats?                           | 2019                 | 13-11-2019            | 27              | 1            | in samenwerking met Max de Vries |
| Happy Food Life                                       | 2024                 | 31-01-2024            | 38              | 1            | in samenwerking met Gregor       |